# Шатонёф-д’Оз
Шатонёф-д’Оз (фр. Châteauneuf-d'Oze, окс. Chasteunòu d'Auza) — коммуна во Франции, находится в регионе Прованс — Альпы — Лазурный Берег. Департамент коммуны — Верхние Альпы. Входит в состав кантона Вейн. Округ коммуны — Гап.
Код INSEE коммуны — 05035.

## Население
Население коммуны на 2008 год составляло 29 человек.
| 1962 | 1968 | 1975 | 1982 | 1990 | 1999 | 2008 |
| ---- | ---- | ---- | ---- | ---- | ---- | ---- |
| 12   | 28   | 18   | 26   | 24   | 14   | 29   |

## Экономика
В 2007 году среди 17 человек в трудоспособном возрасте (15—64 лет) 11 были экономически активными, 6 — неактивными (показатель активности — 64,7 %, в 1999 году было 60,0 %). Из 11 активных работали 11 человек (7 мужчин и 4 женщины), безработных не было. Среди 6 неактивных, 4 человека были пенсионерами, 2 были неактивными по другим причинам.